# Đại học Concepción
Đại học Concepción (tiếng Tây Ban Nha: Universidad de Concepción hay UdeC) là một trường đại học ở Chile. Đây là một phần của Các trường đại học truyền thống Chile. Trường tọa lạc tại Concepción, ở Vùng thứ 8, Biobío. Trường có hơn 24.767 sinh viên đại học (2011).
Nó là trường đại học lâu đời nhất ở quốc gia này, và nó là một phần của Hội đồng Hiệu trưởng. Đó là trường Đại học đầu tiên được thành lập ở miền Nam Chile, và là trường đầu tiên trở thành một hội đồng luật tư nhân. Ngoài ra, nó thuộc về Mạng lưới Đại học Southern Cross (trong tiếng Tây Ban Nha: Red Universitaria Cruz del Sur).
Khuôn viên chính của nó được đặt tại Đại học Thành phố của Concepción, với các cơ sở bổ sung trong Chillan và Los Angeles.
CSIC University Ranking năm 2011 xếp hạng những trường đại học của Concepción là tốt thứ hai ở Chile và tốt nhất thứ 19 ở châu Mỹ Latinh, trong khi tạp chí kinh doanh Mỹ Economía 2010 SIR Iberoamerican Xếp hạng tỷ lệ các trường đại học của Concepción là trường số 3 quốc gia.